# Matty Matlock
Julian Clifton "Matty" Matlock (27 de abril de 1907 — 14 de junho de 1978) foi um clarinetista de jazz dixieland, saxofonista e arranjador norte-americano, nascido em Paducah, Kentucky. De 1929 a 1934, Matlock substituiu Benny Goodman na banda de Ben Pollack fazendo arranjos e realizando no clarinete.

## Discografia selecionada
Como líder de banda
- Dixieland (Douglass Phonodisc)
- Four-Button Dixie (Douglass Phonodisc, 1959) [creditado como Matty Matlock e a Patrulha de Paducah]
- They Made It Twice As Nice As Paradise And They Called It Dixieland (Douglass Phonodisc)

Com Bing Crosby
- Play a Simple Melody / Sam's Song (também com Gary Crosby) (Decca Records)
- Moonlight Bay (também com Gary Crosby) (Decca Records)
- In the Cool, Cool, Cool of the Evening (também com Jane Wyman) (Decca Records)
- Bing with a Beat (RCA Records)

Com Ella Fitzgerald
- Ella Fitzgerald Sings the Irving Berlin Song Book (Verve Records)

Com Ray Heindorf
- Pete Kelly's Blues (Columbia Records)

Com Ben Pollack
- Ben Pollack's Pick-A-Rib Boys: Dixieland (Savoy Records)
- Dixieland Vols. 1, 2 & 3 (Savoy Records)

Com Beverly Jenkins
- Gordon Jenkins Presents My Wife The Blues Singer (Impulse!)